# Раден
Раден (нем. Rahden) — город в Германии, в земле Северный Рейн-Вестфалия.
Подчинён административному округу Детмольд. Входит в состав района Минден-Люббекке. Население составляет 15 636 человек (на 31 декабря 2010 года). Занимает площадь 137,60 км². Официальный код — 05 7 70 040.
Город подразделяется на 7 городских районов.